# Acústico MTV: Roberto Carlos
Acústico MTV: Roberto Carlos é o segundo álbum ao vivo e o primeiro em vídeo do cantor e compositor brasileiro Roberto Carlos, lançado em 3 de outubro de 2001 pela Sony Music. O álbum conta com hits do cantor em versões acústicas. Por motivos contratuais, houve um litígio entre a MTV Brasil e a Rede Globo em relação à exibição do show pela rede de TV a cabo; um videoclipe para "Todos Estão Surdos" foi produzido sem imagens do concerto, algo inédito na história do programa. Pelas mesmas razões, a Rede Globo regravou um show similar ao Acústico MTV em seus estúdios e apresentou-o como especial de fim de ano do cantor. Sua versão em CD, que foi um absoluto sucesso de vendas, assim como sua versão em DVD, foi retirada de catálogo.
O álbum conta com as participações especiais de Milton Guedes, tocando harmônica em "Parei na Contramão"; Samuel Rosa, vocalista e guitarrista do Skank, tocando violão em "É Proibido Fumar" - regravada pelo grupo mineiro no tributo Rei e no álbum Calango, em 1994; e Tony Bellotto, guitarrista dos Titãs, em "É Preciso Saber Viver" - regravada pela banda paulista no álbum Volume Dois, em 1998.

## Laçamento
O álbum vendeu 1,6 milhões de copias no Brasil. Segundo os números do Pro-Música Brasil, o DVD e CD alcançaram certificação de vendas 'Diamante'.

## Faixas
Todas as composições de autoria de Roberto Carlos e Erasmo Carlos, exceto onde indicado.
| N.º | Título                           | Compositor(es)                                 | Álbum original                             | Duração |  |
| 1.  | "Além do Horizonte"              |                                                | Roberto Carlos (1975)                      |         |  |
| 2.  | "As Curvas da Estrada de Santos" |                                                | Roberto Carlos (1969)                      |         |  |
| 3.  | "Parei na Contramão"             |                                                | Splish Splash (1963)                       |         |  |
| 4.  | "Detalhes"                       |                                                | Roberto Carlos (1971)                      |         |  |
| 5.  | "Por Isso Corro Demais"          | Roberto Carlos                                 | Roberto Carlos em Ritmo de Aventura (1967) |         |  |
| 6.  | "É Proibido Fumar"               |                                                | É Proibido Fumar (1964)                    |         |  |
| 7.  | "Todos Estão Surdos"             |                                                | Roberto Carlos (1971)                      |         |  |
| 8.  | "Eu Te Amo Tanto"                | Roberto Carlos                                 | Roberto Carlos (1998)                      |         |  |
| 9.  | "O Grude (Um do Outro)"          | Roberto Carlos                                 | Amor sem Limite (2000)                     |         |  |
| 10. | "Eu Te Amo, Te Amo, Te Amo"      |                                                | O Inimitável (1968)                        |         |  |
| 11. | "O Calhambeque (Road Hog)"       | Gwen e John Loudermilk / versão: Erasmo Carlos | É Proibido Fumar (1964)                    |         |  |
| 12. | "É Preciso Saber Viver"          |                                                | Roberto Carlos (1974)                      |         |  |
| 13. | "Emoções"                        |                                                | Roberto Carlos (1981)                      |         |  |
| 14. | "Jesus Cristo"                   |                                                | Roberto Carlos (1970)                      |         |  |